# Ledningsanestesi
Ledningsanestesi är en form av lokalbedövning, men i stället för att använda sig av lokalbedövningsmedel i eller runt det område som ska opereras lägger man lokalbedövning runt nerverna som innerverar det aktuella området. En rad olika nerver kan bedövas när man använder sig av ledningsanestesi: plexusanestesi, femoralblockad, ankelblockad eller ledningsanestesi på tå.

## Ledningsanestesi på tå
Vid operationer på tårna sätter man ofta ledningsanestesi vid den aktuella tåns bas. Tån blir då fullständigt bedövad. Blockaden varar ofta en bra stund efter operationen och ger en god smärtlindring. Den här formen av ledningsanestesi används ofta tillsammans med sövning, och kan även användas ensamstående vid mindre operationer på tån, till exempel vid nageltrång